# Андрија Чубрановић
Андрија Чубрановић (друга половина 16. века), загонетни дубровачки писац, аутор цингарескне песме Шестој госпођи.

## Животопис
О личности која се крије иза овога имена — ако је икада и постојала — већ одавно не знамо апсолутно ништа. Једино што нам је познато у вези са овим именом јесте књига с насловом Јеђупка господина Андрије Чубрановића Дубровчанина. Свијетлому и племенитому господину Тому Будиславу изврсному научитељу и мударцу дубровачкому, објављена 1599. у Венецији трудом Мара Батиторе, по сопственим речима ауторовог рођака.

## Књижевно дело
Ова књига била је врло необично компонована: састојала се од шест цингарески и уводне песме и уводне песме Ромкиње гатаре. Одавно је утврђено да су уводна песма и прва, друга, трећа и пета цингареска истоветне са одговарајућим песмама Микше Пелегриновића. Дуго се у књижевној историји сматрало да је хварски песник преузео ове песме од дубровачког, али је половином 20. века Миливој А. Петковић непобитно доказао да ствари стоје обрнуто, да је Пелегриновић несумњиво оригинални аутор читавог свог зборника, а да је састављач књиге из 1599. године узео не само уводну песму и четири његове цингареске, него да су највероватније четврта и првих 40 стихова шесте дубровачке песме заправо две изгубљене хварске маскерате. Од тада се сматра да је једино изворно дело песника којем су Будиславић и Батиторе дали име Андрије Чубрановића састављено од неких 320 преосталих стихова песме Шестој госпођи.

### ПесмаШестој госпођи
Првих четрдесет стихова ове песме Миливој А. Петковић је идентификовао као једну од изгубљених Пелегриновићевих срића. Други, централни део песме (стихови 41–280), представља гатарину причу о младићу који је заљубљен у даму којој прориче судбину, а трећи (стихови 281–361) представља развијени уздар с благословима упућеним дами, чиме се враћа композиционој структури цингареске.
Први део, сачињен од десет катрена, представља композиционо затворену, потпуно довршену цингареску по тону, стилу и садржају веома блиску осталим Пелегриновићевим срићама. Ова маскерата тематски се одлично уклопила у целину песме Шестој госпођи: у њој је реч о дами која ће имати изузетно срећан живот, здравље, богатство, мудрост, али јој само једна ствар квари ту готово универзалну срећу: тко те љуби ер не љубиш. Зато се песма завршава сентенциозним, наглашено полетним ренесансним позивом на љубав, необично нежним и сасвим у духу Пелегриновићевих стихова блиских изразу усмене поезије:
Кушај, кушај, ер тко куша
само једном љубав ча је,
рећ' ће меда слађа да је
и дражија него душа.
Прелаз који након тога следи на први поглед врло је неспретно изведен, али на тај начин наглашава се суштински другачији карактер даљег тока песме, истиче се да након полетног цингарескног прорицања судбине следи наративни одељак. Његов централни мотив јесте стандардна петраркистичка тужбалица због немилости вољене жене. Њу Ромкиња износи пред даму углавном стандардним петраркистичким стилским средствима, понекад хиперболизованим. Оно што издваја овај одужи одељак из мора петраркисања јесте хумор. Он се уочава не само, па и не толико у хиперболама, колико у контрасту петраркистичких елемената, њихове узвишености, понекад и патетичности, с низом једноставних, дневних, понекад и баналних исказа. Тако уз већ поменуте стандардне, па и наглашене петраркистичке слике и поређења у исказу жеље да види драгу на прозору иду и сасвим банална гатарина упутства девојци. Сличне мешавине узвишеног и баналног могу се наћи нпр. у строфама у којима хиперболично описује контраст између величине његове љубави и њене немилости, на које надовезује строфу у којој се пита шта би још друго могла рећи, или пак у опису покушаја његовог самоубиства итд.
Предмет ове комике свакако није заљубљени младић — гатара за њега очигледно има симпатије, он тек благо испада смешан у понекој хиперболично приказаној слици очаја, и то смешан углавном због начина гатариног изражавања. Суштина ове комике заправо јесте у нескладу израза и говорника: узвишеност и патетичност петраркистичког израза у „нормалној“ песми тога типа мотивисани су (или би бар тако требало да буде) интензитетом емоција лирског субјекта; овде није изостао интензитет емоција, штавише, он је понегде и пренаглашен, хиперболизован, изостао је лирски субјект, односно, он је претворен у јунака о којем наратор износи причу у трећем лицу користећи бројна и различита средства изражавања карактеристична за један посебан види лирике. Другим речима, сâм начин изражавања постао је предмет комике, односно овде је реч о пародији, и то пародији петраркизма. Несклад између структурних елемената и њихових односа, који је носилац пародијског значења, настао је овде преношењем типично петраркистичких елемената и поступака у наративну структуру и тако је дошло до супротстављања узвишеног и баналног, до „спуштања“ наглашене емотивности петраркистичког израза на ниво нараторског исказа, чиме су наглашене извештаченост и неприродност таквог подигнутог тона петраркистичке поезије.
Међутим, у овом пародијском значењу не исцрпљује се целокупно значење ове песме. Трећи део песме поново се враћа жанру маскератне цингареске и у њему гатара Ромкиња тражи дар од даме којој је гатала и као уздар јој даје низ благослова. Међутим, пошто јој најпре тражи крајње нежне и деликатне дарове (као сребро у које ће оковати своје ушерези, копреницу [марамицу], коју је дама својим рукама извезла, зној на лицу, или новац за откуп синова), Ромкиња скида своју маску — барем вербално: ако јој неће дати ништа од тих материјалних добара, тражи јој сладак поглед, слатку ричцу, / ил' што је слаје у твом личцу / нег ли трудну зорни санак. Приповедач је постао лирски субјекат. Тако ово дело добија значење и праве љубавне песме, и пародије те исте песме. Због тога је и интензитет пародијског тона веома благ, умерен, а пародијска структура стављена је у функцију основног љубавног значења. Последњи део песме, низ благослова које гатара — сада већ заправо заљубљени младић — нуди као уздар за оно што је добила од даме, представља једно од најлепших места читаве дубровачке ренесансне поезије: „Никад карневалска поезија није покладним учесницима нудила пријатнијег момента, нити је икад дубровачка лирика имала толико нежности као у овој смишљеној недоследности заљубљене Циганке.“ Сасвим у духу усмене поезије, с неколико изванредно уклопљених цитата из других Пелегриновићевих уздара, ови стихови представљају тријумфални завршетак једне сјајно конструисане композиције какву представља песма Шестој госпођи песника којег по традицији називамо именом Андрије Чубрановића.
Већ на почетку 17. века ово дело схватано је у Дубровнику као класично: по речима првог модерног историчара дубровачке књижевности, Франческа Марије Апендинија, није било куће која на полици није држала Чубрановићеву књигу, а још много боље од тих речи углед који је ова песма уживала показује чињеница да је у добу барока, када су тзв. прећутни цитати представљали важан део књижевне структуре, највећи писци тога доба, као што су Џиво Гундулић или Џоно Палмотић, најрадије су у своја дела уплитали стихове управо из песме Шестој госпођи.

### Оцене
Још је велики филолог Милан Решетар уочио да је то „пола шаљива пола озбиљна, пола покладна а пола љубавна пјесма“; Милош Савковић је пред Други светски рат закључио да „вредност песме лежи у самој оригиналној композицији која је хармонично повезала карневалски колорит оригиналне фигуре и његов хумор са поезијом једног од најнежнијих осећања“; највећи проучавалац маскератне поезије, Миливој А. Петковић, нашао је да „контаминација елемената конвенционалних и осећајних, леуташких и народних, неприродна је и неуспела“, као и да је у зборник састављен од хварских цингарески унела дисонанцу у осећању, мотивима, изразу, али му је дала и „неколико нежних стихова, најлепших у свој љубавној лирици дубровачкој.“

### Важнија издања
- Ieghivpka gospodina Andrie Civbranovichia. Dvbrovcianina. Svietlomu i plemenitomu gospodinu Thomv Bvdislavv isvarsnomu naucitegliu, i mudarzu dvbrovackomv, In Venetia, Presso Marco Ginammi, 1632.
- Pjesme Nikole Nalješkovića, Andrije Čubranovića, Miše Pelegrinovića i Saba Mišetića Bobaljevića i Jegjupka neznana pjesnika (životopise napisali Luka Zore i Franjo Rački; tekst za štampu priredio Sebastijan Žepić), JAZU, Stari pisci hrvatski, knj. 8, Zagreb, 1876.

### Важнија литература
- Павле Поповић, О певању „Јеђупке„ у Дубровнику. У: Zbornik u slavu Vatroslava Jagića, Berlin, 1908, pp. 262—266.
- Milan Rešetar, Šaljiva pjesma i satira u našoj starijoj literaturi, Српски књижевни гласник, н. с., XIX, 1926, pp. 111—122.
- Miloš Savković, Čubranovićeva „“Jeđupka„“ i renesansa, Ferijalac, IV, 1931, pp. 206—215.
- Миливој А. Петковић, Дубровачке маскерате, САНУ, Посебна издања, књ. CLXVI, Одељење литературе и језика, књ. 1, Београд, 1950, pp. 75-89.
- Antun Kolendić, „Jeđupka“ i njen autor, Republika, XVIII, 1962, pp. 79-92, 155-162, 253-260.
- Злата Бојовић, Песме „од кола“ у пародији Динка Рањине, Даница, 3, 1996, pp. 181-185.